# 張碓駅

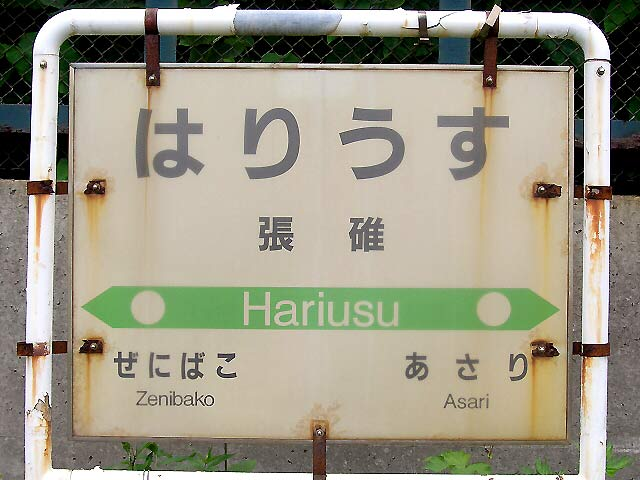
駅名標（2005年6月）

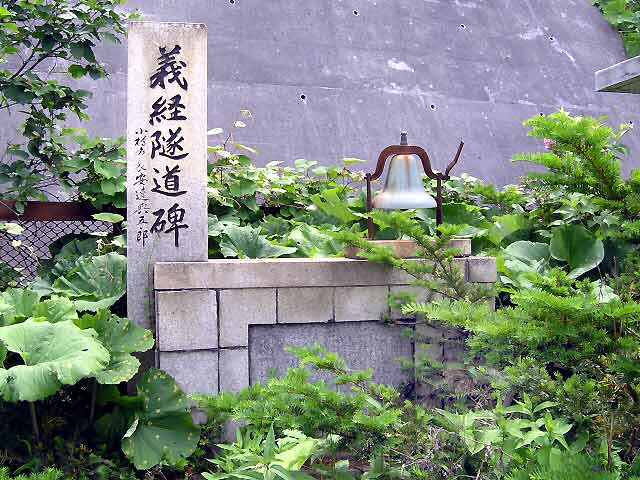
ホームにある義経隧道碑と第一号機関車義経号の鈴（レプリカ）（2005年6月）

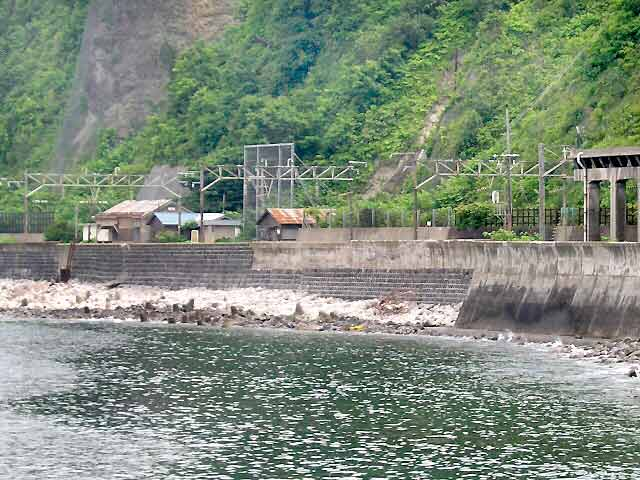
張碓トンネルそばの海岸線にあった（2005年6月）

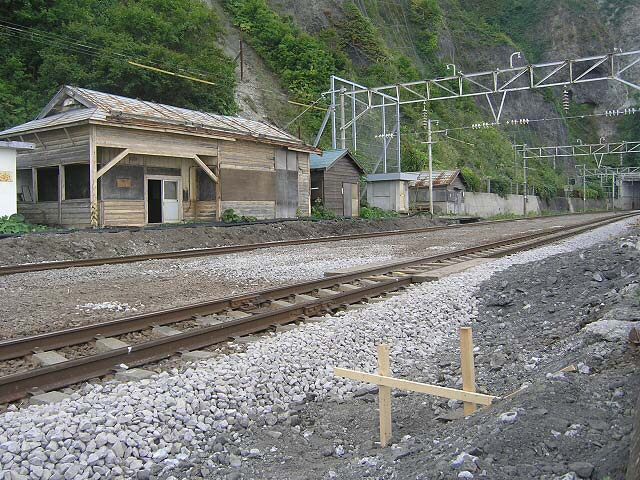
廃止後の駅。ホーム取り壊し中。（2006年9月）

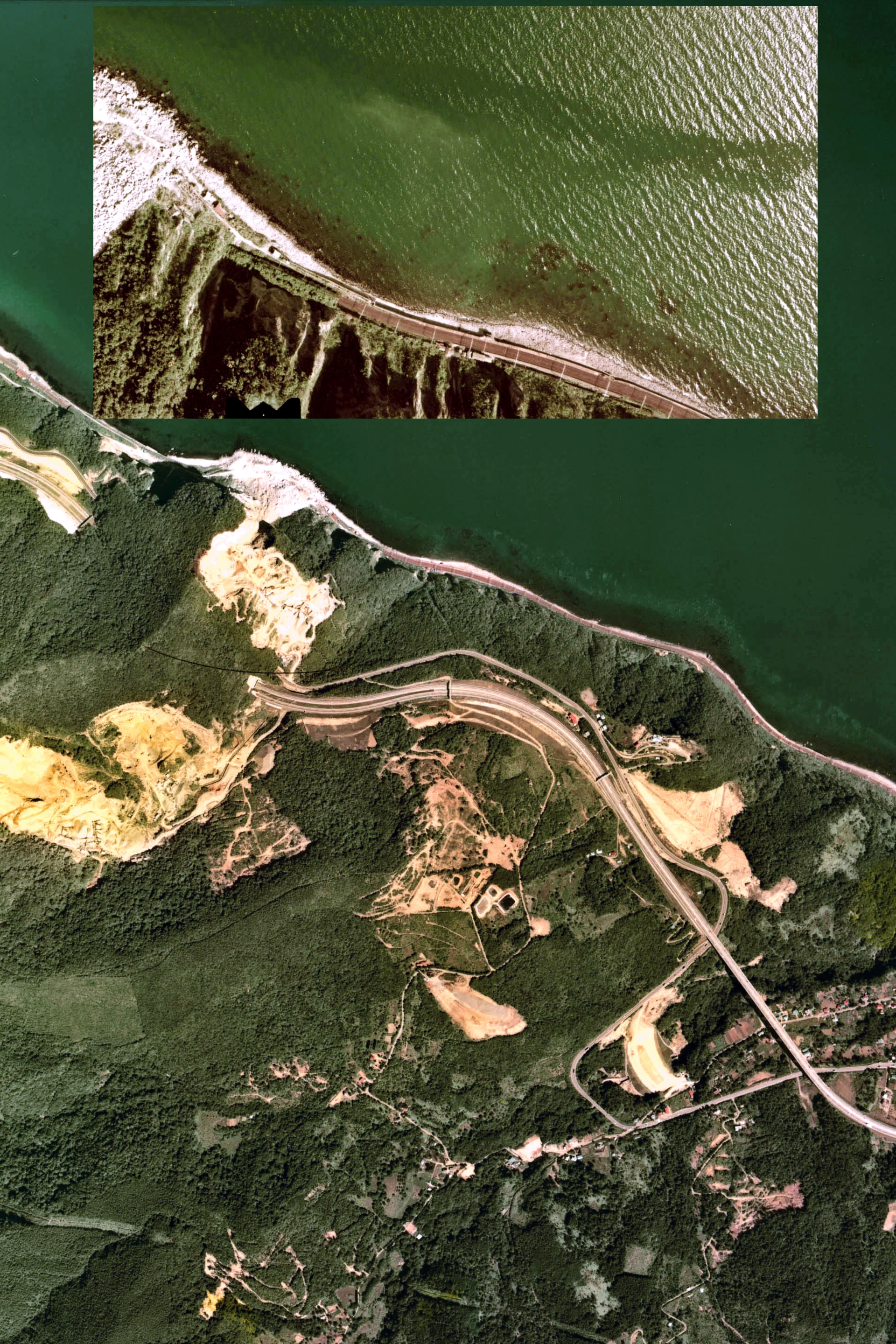
1976年の張碓駅、周囲約2km×3km範囲。左が小樽方面。上の別枠に当駅拡大。崖に貼りつくように、中線を間に挟んだ相対式ホームが設置されている。張碓市街が写真右下側に見える。

張碓駅（はりうすえき）は、かつて北海道小樽市張碓町にあった北海道旅客鉄道（JR北海道）函館本線の駅（廃駅）である。事務管理コードは▲130119。

## 歴史
当駅は1880年（明治13年）の官営幌内鉄道としての開通時には設置されておらず、その15年後に北海道炭礦鉄道によって新設された。
しかし、当駅は張碓の集落から朝里駅方向に2キロメートルほど進んだ位置の崖下の海岸沿いに設置された。この位置に北海道炭礦鉄道が駅を設けた理由としては、集落の便を図ったというよりも、当地付近での土砂の採集・発送や、トンネル事故時の退避場所としての活用を企図したため、とされている。
このため、張碓の集落から当駅へは線路沿いの人道を歩く以外にアクセスの手段が実質的に存在せず、列車と接触しての死亡事故も多発したため何度か住民による移転の要望が出されたものの、実現することはなかった。
1990年（平成2年）以降は当駅の前に広がる海水浴場の客をターゲットとした夏季のみ営業の臨時駅となったものの、1998年（平成10年）から夏季の開設もなされなくなり、2006年（平成18年）3月18日のダイヤ改正に合わせて、廃駅となった。

### 年表
- 1905年（明治38年）10月8日：北海道炭礦鉄道の駅として、銭函駅 - 朝里駅間に新設開業[7]。
- 1906年（明治39年）10月1日：北海道炭礦鉄道の国有化に伴い、国有鉄道に移管[1]。
- 1909年（明治42年）10月12日：国有鉄道線路名称制定に伴い、函館本線の駅となる。
- 1911年（明治44年）6月20日：函館本線のうち、当駅を含む朝里駅 - 銭函駅間が複線化。
- 1940年（昭和15年）：当駅構内に道床に用いる砕石の採集場を開設[8]。
- 1945年（昭和20年）3月20日：集荷・配達の取り扱いを廃止[9]。
- 1949年（昭和24年）6月1日：日本国有鉄道法施行に伴い、日本国有鉄道（国鉄）に継承。
- 1955年（昭和30年）11月：上りホーム上に「義経隧道碑」を建立[10]。
  - 当駅の銭函方に残る単線時代の旧線トンネル「張碓第5号隧道」は「御雇外国人」ジョセフ・ユーリー・クロフォードの指導により先行して建設され、鉄道開業に先立ち馬車道として暫定供用された道内最古の素掘りトンネルである。北海道における鉄道開通75年を記念して、このトンネルを官営幌内鉄道第1号機関車「義経号」にちなんで「義経隧道」と命名したことによるもので、「義経号」の鈴のレプリカともに設置された[11]。
- 1962年（昭和37年）1月15日：貨物取扱い廃止[1]。
- 1967年（昭和42年）
  - 8月1日：専用線発着車扱貨物の取扱を再開[1]。
  - 10月：砕石採集場を廃止[8]。
- 1968年（昭和43年）8月28日：函館本線のうち、当駅を含む小樽駅 - 滝川駅間が電化（交流20,000V・50Hz）。
- 1969年（昭和44年）10月1日：貨物取扱い廃止[1]。
- 1978年（昭和53年）10月2日：荷物扱い廃止[12]。無人駅となる[13]。
- 1987年（昭和62年）4月1日：国鉄分割民営化に伴い、北海道旅客鉄道（JR北海道）に継承[1]。
- 1990年（平成2年）9月1日：臨時駅となる[1]。営業期間は7月1日 - 8月31日[1]。
- 1998年（平成10年）：同年から夏季の開設も行われず、実質的に休止となる。
- 2006年（平成18年）
  - 3月18日：廃止[2][JR北 1]。
  - 7月：同月下旬より駅舎とホームの解体工事を実施[6]。「義経隧道碑」は存置[6]。

### 駅名の由来
所在地による。アイヌ語の「ハルウㇱ（haru-us）」（食料・群生する）に由来する。この場合の「食料」とは、オオウバユリ、ギョウジャニンニクなどの山菜を意味する。
なお、駅が設置されていた場所は「チャラセナイ（charse-nay）」と呼ばれていた地で、アイヌ語で「（崖を）ちゃらちゃらと滑り落ちる・川」の意である。

## 駅構造
相対式ホーム2面2線を持つ地上駅だった。跨線橋は設置されておらず、臨時駅となった当時には既に駅舎・便所・油燈室小屋・物品庫は、閉鎖されていた。国鉄時代は中線があったが、その後撤去されている。ホームはかさ上げされておらず、幅が2メートルもないため通過列車に注意する必要があった。

## 利用状況
乗車人員の推移は以下の通り。年間の値のみ判明している年度は日数割で算出した参考値を括弧書きで示す。出典が「乗降人員」となっているものについては1/2とした値を括弧書きで乗車人員の欄に示し、備考欄で元の値を示す。
また、「JR調査」については、当該の年度を最終年とする過去5年間の各調査日における平均である。
| 年度               | 乗車人員（人） | 乗車人員（人） | 乗車人員（人） | 出典              | 備考                                    |
| 年度               | 年間           | 1日平均        | JR調査         | 出典              | 備考                                    |
| ------------------ | -------------- | -------------- | -------------- | ----------------- | --------------------------------------- |
| 1948年（昭和23年） | 65,247         | (178.8)        |                | [ 16 ]            |                                         |
| 1949年（昭和24年） | 75,221         | (206.1)        |                | [ 16 ]            |                                         |
| 1950年（昭和25年） | 57,387         | (157.2)        |                | [ 16 ]            |                                         |
| 1951年（昭和26年） | 70,943         | (193.8)        |                | [ 16 ]            |                                         |
| 1952年（昭和27年） | 62,222         | (170.5)        |                | [ 16 ]            |                                         |
| 1953年（昭和28年） | 54,427         | (149.1)        |                | [ 16 ]            |                                         |
| 1954年（昭和29年） | 61,451         | (168.4)        |                | [ 16 ]            |                                         |
| 1955年（昭和30年） | 67,310         | (183.9)        |                | [ 16 ]            |                                         |
| 1956年（昭和31年） | 59,650         | (163.4)        |                | [ 16 ]            |                                         |
| 1957年（昭和32年） | 52,459         | (143.7)        |                | [ 16 ]            |                                         |
| 1958年（昭和33年） | 60,089         | (164.6)        |                | [ 16 ]            |                                         |
| 1959年（昭和34年） | 63,000         | (172.1)        |                | [ 17 ] [ 注釈 1 ] | 以下、年間値は千人単位のものを人換算    |
| 1960年（昭和35年） | 67,000         | (183.6)        |                | [ 17 ] [ 注釈 1 ] |                                         |
| 1961年（昭和36年） | 58,000         | (158.9)        |                | [ 17 ] [ 注釈 1 ] |                                         |
| 1962年（昭和37年） | 48,000         | (131.5)        |                | [ 17 ] [ 注釈 1 ] |                                         |
| 1963年（昭和38年） | 31,000         | (84.7)         |                | [ 17 ] [ 注釈 1 ] |                                         |
| 1964年（昭和39年） | 28,000         | (76.7)         |                | [ 17 ] [ 注釈 1 ] |                                         |
| 1965年（昭和40年） | 28,000         | (76.7)         |                | [ 17 ] [ 注釈 1 ] |                                         |
| 1966年（昭和41年） | 30,000         | (82.2)         |                | [ 17 ] [ 注釈 1 ] |                                         |
| 1967年（昭和42年） | 36,000         | (98.4)         |                | [ 17 ] [ 注釈 1 ] |                                         |
| 1968年（昭和43年） | 27,000         | (74.0)         |                | [ 17 ] [ 注釈 1 ] |                                         |
| 1969年（昭和44年） | 13,000         | (35.6)         |                | [ 17 ] [ 注釈 1 ] |                                         |
| 1970年（昭和45年） | 11,000         | (30.1)         |                | [ 17 ] [ 注釈 1 ] |                                         |
| 1971年（昭和46年） | 9,000          | (24.6)         |                | [ 17 ] [ 注釈 1 ] |                                         |
| 1972年（昭和47年） | 10,000         | (27.4)         |                | [ 17 ] [ 注釈 1 ] |                                         |
| 1973年（昭和48年） | 12,000         | (32.9)         |                | [ 17 ] [ 注釈 1 ] |                                         |
| 1974年（昭和49年） | 13,000         | (35.6)         |                | [ 17 ] [ 注釈 1 ] |                                         |
| 1975年（昭和50年） | 12,000         | (32.8)         |                | [ 17 ] [ 注釈 1 ] |                                         |
| 1976年（昭和51年） | 10,000         | (27.4)         |                | [ 17 ] [ 注釈 1 ] |                                         |
| 1977年（昭和52年） | 9,000          | (24.7)         |                | [ 17 ] [ 注釈 1 ] |                                         |
| 1978年（昭和53年） | 9,000          | (24.7)         |                | [ 17 ] [ 注釈 1 ] | 1日平均乗車人員46人とする文献もあり     |
| 1981年（昭和56年） |                | (0.5)          |                | [ 15 ]            | 1日乗降客数1人                          |
| 1993年（平成05年） |                | (2.0)          |                | [ 19 ]            | 当時は臨時駅としての営業 1日乗降客数4人 |

## 駅周辺
北北東方向に石狩湾を臨む位置にあった。
周辺の海岸はかつて海水浴場となっていて、古くは札幌 - 張碓間を往復する海水浴客向けの臨時列車も運転されていた。
駅のあった場所から南200メートルの高台を国道5号が、さらに50メートル南を札樽自動車道が走っている。
駅裏には「張碓の滝」と呼ばれる落差50メートル級の滝がある。

## 隣の駅
北海道旅客鉄道（JR北海道）
函館本線
朝里駅 - 張碓駅 - 銭函駅